# Batalla de Jao Modo
La batalla de Jao Modo (en mongol: Зуунмод-Тэрэлжийн тулалдаан Zuunmod-Tereljiin tulaldaan, en chino: 昭莫多之战 pinyin: zhāo mò duō zhī zhàn; también conocida como la batalla de Zuunmod, literalmente: la Batalla de los Cien Árboles), fue una batalla que formaba parte de las guerras entre Zungaria y la dinastía Qing; ocurrió el 12 de junio de 1696 cerca del río Terelj, a unos 60 km al este de la actual capital mongola, Ulán Bator. El resultado fue la derrota del ejército del kanato de Zungaria y la victoria del ejército de la dinastía Qing, dirigido personalmente por el emperador Kangxi. Esta decisiva victoria de la dinastía Qing en los inicios de las guerras entre China y Mongolia (1687-1758) puso con éxito la Mongolia de los Jalja bajo el mandato de Qing y obligó a las tropas de Dzungar retirarse al interior del continente hasta el momento de su derrota decisiva en 1758.

## Antecedentes
Los intentos de la dinastía Qing de mantener una difícil y frágil paz entre los mongoles Jalja al este y los mongoles Zungar-Oirat al oeste finalmente fracasaron cuando en 1687 las fuerzas leales a Khalkha Tüsheet Khan mataron al hermano del líder de los Dzungar Galdan Boshugtu Khan en una batalla cuando ese intentaba dar apoyo a la tribu Zasaghtu Khalkha. Desobedeciendo las órdenes del emperador Kangxi Emperador y el 5.º Dalai Lama, en 1688 Galdan se adentró al este, en los territorios de los Jalja, forzando al líder espiritual budista Jebtsundamba Khutuktu Zanabazar y a casi veinte mil refugiados jalja a huir hacia el sur, adonde hoy en día se halla la provincia de Mongolia Interior y buscar la protección del emperador Kangxi.
Motivado por la amenaza de parte del fuerte y unificado estado mongol bajo el régimen de Dzungar, el emperador Kangxi empezó preparaciones para derrotar a Galdan.  Después de que la dinastía Qing logró exitosamente atraer más cerca de la capital (Pekín) a las tropas de Galdan haciéndoles creer que iban a negociar un tratado de paz, las tropas jalja apoyadas por el ejército de la dinastía Qing les hicieron una emboscada en septiembre de 1690, lo que hoy se conoce como la batalla de Ulan Butung, unos 350 kilómetros al norte de Pekín.  Galdan ordenó una retirada hasta lo alto del río Kerulen, a aproximadamente mil km al noroeste de Pekín, allí él y su ejército permanecieron durante seis años. En 1691, los tres líderes de los Jalja se declararon vasallos de Qing, acabando así con los últimos restos de la dinastía Yuan y dejando a la Qing asumir el mandato sobre los kanes Genghisid y fusionar las tropas jalja con el ejército Qing.
Casi inmediatamente, la dinasía Qing mandó a planear y hacer todas las preparaciones logísticas para su planeada para 1696 expedición. Esto incluía unas 1 333 carretas, de las cuales cada una llevaba seis shi de grano. En marzo de 1696, el emperador Kangxi partió desde Pekín dirigiendo personalmente a unos 80 000 soldados del Verde Ejército Estándar de las Ocho Banderas con unos 235 cañones encima de camellos, la caminata duró unos 80 días, las tropas se dirigían hacia el noroeste atravesando el desierto Gobi para afrontar a Galdan. Un segundo ejército estaba bajo las órdenes de Fiyanggu, contando con unos 30 000 soldados con posibilidad de obtener unos 10 000 más de refuerzo. Los dos ejércitos tenían como intención atrapar a Galdan. Mientras tanto, un tercer ejército, el cual contaba con unos 10 000 soldados, se paró al este de esos y no jugó ningún mayor rol en la campaña.

## Batalla

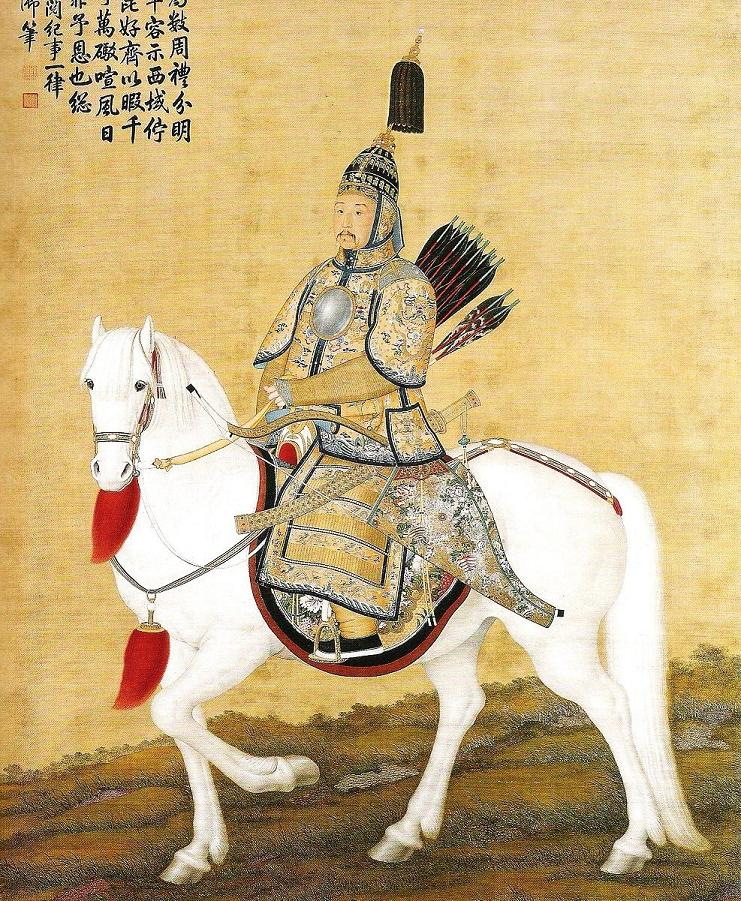
Emperador Kangxi en su armadura a caballo.

El emperador Kangxi alcanzó el río Kerulen el 7 de junio, descubierto que Galdan había huido, y se vio obligado a retirarse debido a la escasez de suministros. El 12 de junio de 1696, unos 5000 de los soldados de Galdan cayeron en la emboscada del ejército de Fiyanggu en lo alto del río Terelj.  Atrapado entre los dos ejércitos del emperador, los Dzungars no tuvieron otra opción que luchar.  El terreno constó de un valle pequeño con el Terelj en la parte inferior rodeado por unos cerros. Las tropas de la dinastía Qing se hicieron rápidamente con las posiciones estratégicas encima de los cerros circundantes, pudiendo así hacer provecho de sus tiradores. Bombardeados las tropas de Dzungar con sus cañones y entonces se retiraron detrás de una barricada de madera. Al mediodía, Galdan ordenó a todas sus tropas avanzar al centro del paso del ejército Qing, esperando vencerlo. A pesar de que los generales del ejército Qing le habían ordenado desmontar la caballería para luchar, su centro empezó a caer. De repente, un destacamento de la caballería manchu atacó al campamento Dzungar por detrás, haciéndose con sus suministros. Cuando los Dzungars dudaron, el ejército Qing lanzó un contraataque masivo respaldado por la artillería. Galdan perdió el control sobre sus tropas, muchas de las cuales rompieron filas y huyeron.  Una vez cercados, los Dzungars fueron vencidos. La mujer de Galdan, Anu fue matada por la artillería Qing cuando lideraba un contraataque qué ayudó a su marido a huir. Vencido, Galdan huyó del oeste de Altái con su guardia restante de unos 40 o 50 hombres pero todos murieron debido a una enfermedad el 4 de abril de 1697 cerca de Khovd.

## Consecuencias
La victoria del emperador Kangxi en Jao Modo (actual Zuunmod) fue la primera vez que los ejércitos imperiales habían logrado domar a las tribus guerreantes en sus fronteras. Asimismo acabó los sueños de Galdan de revivir un imperio panmongol el Asia central.  Muchas de las tierras de Mongolia actual cayeron bajo el control de la dinastía Qing, esa situación se mantuvo durante los próximos 200 años. A pesar de que Galdan había sido derrotado, los Dzungars fueron empujados hacia las fronteras occidentales del imperio Qing donde los siguientes emperadores utilizarían aliados mongoles, incluyendo al sobrino de Galdan, Tsewang Rabtan.